# Сельское поселение «Мензинское»
Се́льское поселе́ние «Мензинское» — муниципальное образование в Красночикойском районе Забайкальского края Российской Федерации.
Административный центр — село Менза.

## История
Статус и границы сельского поселения установлены Законом Читинской области от 19 мая 2004 года «Об установлении границ, наименований вновь образованных муниципальных образований и наделении их статусом сельского, городского поселения в Читинской области».

## Население
| 2010 | 2011 | 2012 | 2013 | 2014 | 2015 | 2016 |
| ---- | ---- | ---- | ---- | ---- | ---- | ---- |
| 726  | ↘725 | ↘708 | ↘693 | ↘676 | ↘667 | ↘650 |
| 2017 | 2018 | 2019 | 2020 | 2021 |      |      |
| ↘627 | ↘616 | ↘610 | ↘601 | ↘486 |      |      |

## Состав сельского поселения
| № | Населённый пункт | Тип населённого пункта       | Население |
| - | ---------------- | ---------------------------- | --------- |
| 1 | Менза            | село, административный центр | ↘269      |
| 2 | Укыр             | село                         | ↘249      |
| 3 | Шонуй            | село                         | ↘76       |